# Lema (matemáticas)
En matemáticas, un lema es una proposición demostrada, utilizada para establecer un teorema menor o una premisa auxiliar que forma parte de un teorema más general. El término proviene del griego λήμμα lḗmma, que significa cualquier cosa que es recibida, tal como un regalo, una dádiva o un soborno.
Ciertos lemas demostrados son más famosos que el teorema para el que fueron creados, desempeñando a veces la función de teorema. Muchos lemas son de hecho muy celebrados y generales y se usan por doquier como resultados auxiliares en muchas ramas de la matemática.